# Setaphora shibatai
Setaphora shibatai är en kräftdjursart som beskrevs av Nunomura 1986. Setaphora shibatai ingår i släktet Setaphora och familjen Philosciidae. Inga underarter finns listade i Catalogue of Life.